# Сурученский Георгиевский монастырь
Сурученский Георгиевский монастырь (Монастырь Суручень; рум. Mănăstirea Suruceni) — женский монастырь Кишинёвской епархии Русской православной церкви близ села Суручены (Суручень) Яловенского района Молдавии.

## История
Обитель основана в 1785 году иеромонахом Иосифом из Черногории на земле боярина Касьяна Суручану. В 1794 году под руководством иеромонаха Иосифа завершено строительство летней деревянной церкви во имя святого Георгия Победоносца; в скиту проживало 20 насельников.
В 1825—1832 годах на средства Касьяна Суручану на месте деревянной церкви построен каменный Свято-Георгиевский храм. В 1833—1839 годах скит терпит нищету и вынужден обращаться в консисторию для получения разрешения на сбор пожертвований. В 1836 году Иоанн и Феодор, сыновья Касьяна Суручану, дарят монастырю 385 десятин земли близ села Гаурены и 54 десятины возле села Васиены. В 1860 году завершено строительство зимней церкви во имя святителя Николая Чудотворца, в подвале которой размещалась гробница семьи Суручану. В 1872 году открыта начальная школа. С 1878 года действовала школа-интернат для осиротевших детей духовного сословия.
С 1908 по 1934 год настоятелем обители был Дионисий (Ерхан). 7 ноября 1909 года Суручанский скит получает статус монастыря. В 1918 году в обители проживало 60 насельников, во владении было 602 десятины земли. 22 июля 1918 года архимандрит Дионисий рукоположен во епископа Измаильского, с 21 февраля 1920 года — викарий Кишинёвской архиепископии. В 1923 году в монастыре проживало 53 насельника. Епископ Дионисий был сторонником румынизации и насаждал румынский язык. С 1932 года владыка Дионисий управляет Белогород-Днестровской епархией и остаётся настоятелем лишь формально, пока в 1934 году его не сменил иеромонах Киприан. В 1940 году во время присоединения Бессарабии к СССР настоятель Димитрий (Цуркану) бежал за Прут, но в 1941 году вернулся с румынской армией, в 1942 году уволен по состоянию здоровья. В 1943 году в обители похоронен епископ Дионисий.
В 1944 году советские власти обложили монастырь непосильными налогами. В 1949 году число насельников резко возросло до 97, по причине перевода в Суручены монахов из закрытых обителей. В 1950-х годах материальное положение начало улучшаться, но 3 июля 1959 года монастырь ликвидирован властями. В монастырских зданиях открыли наркологическую больницу строгого режима № 9. В Георгиевской церкви открыли клуб. В Никольской церкви были больничные палаты, в её алтаре —операционная, а в гробнице — склад древесины.
6 января 1992 года правительство Молдавии вернуло монастырский комплекс Кишинёвской епархии. 11 августа 1992 года решением Священного синода РПЦ монастырь открыт как женский, а настоятельницей назначена игуменья Александра (Бындю). В 1998 году открыта женская духовная семинария. В 2000 году в Сурученский монастырь передана десница Антипы Валаамского. В сентябре 2005 года в обители проживало 25 насельниц. В 2018 году обретены нетленные мощи епископа Дионисия (Ерхана).

## Настоятели
- Иосиф 1785—1793
- Иезекииль 1793—1802
- Паисий 1802—1805
- Серафим 1805—1810
- Вонифатий 1812—1823 и 1825—1830
- Савва (Тапович) 1824—1825
- Зосима 1830—1833
- Гавриил 1833—1834
- Ириней 1835
- Анастасий 1836
- Ириней 1837—1839
- Игнатий 1839—1848
- Паисий 1849—1850
- Никифор 1850—1853
- Герман 1854—1855
- Виктор 1856—1858
- Игнатий 1860
- Анастасий (Поляна) 1864
- Иннокентий (Синяческий) 1869—1872
- Нафанаил 1873—1883
- Ермоген 1883
- Иринарх 1883—1885
- Илиодор 1885—1886
- Герман (Иеримчой) 1886—1887
- Паисий 1887—1890
- Феодосий 1890—1901
- Анфим 1901—1908
- Дионисий (Ерхан) 1908—1934
- Киприан (Бричаг) 1934—1936?
- Димитрий (Цуркану) ?—1940 и ноябрь 1941 — август 1942
- Григорий (Кэпэтынэ) 1942—1944 и 1947—1951
- Ирон (Ткаченко) 1944—1947
- Иосиф (Гаргалык) 1951—1959

- Александра (Бындю) 1992—1995
- Таисия (Ожован) 1995—1998
- Анастасия (Урсу) 1998—1999
- Даниила (Мереуцэ) 2000
- Епистимия (Гончаренко) с 2000 года